# 大塚奈央子
大塚 奈央子（おおつか なおこ、1985年10月23日 - ）は、セントラルジャパン所属のフリーアナウンサー。福井テレビジョン放送・テレビ大阪・名古屋テレビ放送の元アナウンサー。

## 来歴
兵庫県神戸市出身。早稲田大学卒業。在学中にアメリカ合衆国アイオワ州にある私立コー大学に1年間留学。
2008年、アナウンサーとして福井テレビに入社した。情報番組の中継やスポーツ番組のMCを担当する一方、記者としてニュース、報道企画の取材、制作にも携わる。
2011年4月1日、テレビ大阪に有期雇用契約アナウンサーとして移籍した。経済ニュースを中心に、選挙報道などにも関わった。3年間の契約期間満了を機に、2014年3月31日付で退社した。
同年4月1日付で名古屋テレビ（メ〜テレ）に契約アナウンサーとして移籍した。平日朝の情報番組『ドデスカ!』や平日夕方のニュース番組『UP!』でリポーターを務めるかたわら、伊勢志摩サミットや選挙関連の報道にも携わった。また、メ〜テレが「テレメンタリー」向けにドキュメンタリーを制作した場合には、ナレーションを担当した。
2017年、CBCテレビアナウンサー（当時）の小川健太と結婚。後に懐妊したため、2018年3月31日付でメ～テレを退社した｡
同年4月1日よりセントラルジャパンに所属。フリーアナウンサーとして活動。
同年6月1日、第1子（長男）を出産した。
2021年6月2日、5月27日に第2子（長女）を出産した。
2023年、夫がJNNロサンゼルス支局に赴任したことにより、同年7月にロサンゼルスに移住。

## 人物
- 嗜好：豆乳・ワイン
- 免許・資格：TOEIC（875点）、日本漢字能力検定2級、ほめ達検定3級、ファイナンシャルプランナー2級、スキューバダイビング[2]
- 家族：父、母[12]
- 交友関係：モデルの長井梨紗は小学生からの親友[13]。フリーアナウンサーの江口ともみと親しい[14][15][16]。

## エピソード
- 小学3年時（1995年1月17日）に、阪神・淡路大震災の影響で、当時住んでいた神戸市内の自宅が全壊したことを明かしている[17]。
- 親戚が年50年以上蒲鉾屋を営んでおり、大学に入るまでは年末年始にアルバイトをしていた[18]。

## 過去の主な担当番組

### テレビ
福井テレビ時代
- 福井新聞ニュース・中日新聞ニュース
- おかえりなさ〜い（水 - 金曜中継リポーター）
- チカッペ!輝け福井のアスリートたち（司会）
- シネマニアプラス（リポーター）
- FNN福井テレビスーパーニュース（不定期で週末版のキャスターを担当）

テレビ大阪時代
- ニュースBIZ（月 - 水曜キャスター）
- 夕刊7チャンネル（メインキャスター）
- ニトリレディスゴルフ中継（リポーター）
- おとな旅あるき旅（リポーター・ナレーター）
- NEWSα

名古屋テレビ時代
- ドデスカ!（「ウルフィダンス」のコーナーで中継を担当）
- UP!（中継リポーター）
- 昼まで待てない!（中継リポーター）
- デルサタ（リポーター）
- みや～ち（→マギー審司）のいいモノ見つけ旅（MC）
- メ〜テレNEWS
- ANNニュース（中京ローカルニュース）

フリーアナウンサーへの転身後
- オンリーワン古民家探訪（テレビ静岡、2018年11月17日[19]）
- 幸田イチオシみっけ!（三河湾ネットワーク、2018年12月22日 - 2020年8月）
- 並モリ（スターキャット・ケーブルネットワーク、2019年1月11日 - 2021年3月24日）アシスタントMC
- チャント!（CBCテレビ、ナレーター）
  - 結婚後にCBCテレビ報道部の記者職へ異動した夫の小川健太も、フィールドキャスターとして出演。

### ラジオ
フリーアナウンサーへの転身後
- 丹野みどりのよりどりっ!（CBCラジオ）